# 加藤精三 (声優)
加藤 精三（かとう せいぞう、1927年〈昭和2年〉2月14日 - 2014年〈平成26年〉1月17日）は、日本の声優、俳優。東京府東京市麻布区（現：東京都港区麻布）出身。東京俳優生活協同組合に所属していた。

## 生涯
戦時中は、海軍飛行予科練習生の13期で飛行機乗りを目指していた少年兵であった。
青山学院（現青山学院大学）建築学科卒業後は証券会社に勤務していた。しかし役者の夢が捨てがたく、退社して俳優になり、1956年、劇団日芸を結成。その後、劇団青い実の会、綜芸プロ、タレントエージェント、劇団どらま座、土の会、俳優企画などを経て、1968年に東京俳優生活協同組合へ移籍する。
1958年に吹き替えで声優としての活動を始め、1960年の『探偵マイケル』が吹き替えでの初レギュラー。1963年から声優業が活動の中心となる。
『ぼくらの社会科ノート』の出演がきっかけとなり、同番組の撮影が行われていた銚子市にて毎年語りの公演を行っていた。城山堅とは「語りの会『わこうだ』」を運営していた。
2010年、第6回東京アニメアワード功労賞を受賞。
晩年は東京都板橋区の病院で静養していたが、2014年1月17日午前11時40分、膀胱癌のため死去。86歳没。
松本清長役で出演していたアニメ『名探偵コナン』では、加藤が死去した10日後の1月27日に鈴木次郎吉役の永井一郎も死去したこともあり、第729話「ダイヤと絵画と大女優」（2014年2月8日放送）の最後に「名探偵コナンで警視庁・松本管理官役の加藤精三さん、園子の叔父・鈴木次郎吉役の永井一郎さんが1月にお亡くなりになりました。心からご冥福をお祈り申し上げます。」と追悼テロップが流れ、同番組公式サイトにも期間限定で掲載された。なお、加藤の死後、松本清長は原作とテレビシリーズ本編には登場しておらず、2022年4月15日に放送された特別再編集版アニメスペシャル『名探偵コナン 本庁の刑事恋物語〜結婚前夜〜』では登場人物の声が全て新録されたが、松本役は後任を立てての新録はされずテレビシリーズ当時の加藤の声が使用されてのライブラリ出演の処置が取られた。同日に公開された劇場版『名探偵コナン ハロウィンの花嫁』にも松本が再登場したが、姿のみで台詞はなかった。

## 人物
特技は謡曲（宝生流）。免許・資格は普通自動車免許。
声種はローバリトン。重々しい雰囲気の声から、アニメでは敵の大将役を演じることが多かった。演じる役柄とは対照的に、家庭では優しい父親であった。
同年代の大塚周夫はインタビューを受けた2009年当時、現役でアテレコをやっている80代で芝居を真剣に勉強してきた役者の一人に加藤の名前を挙げていた。
「トランスフォーマーシリーズ」の『戦え!超ロボット生命体トランスフォーマー』とその続編『戦え!超ロボット生命体トランスフォーマー2010』で演じたメガトロン / ガルバトロンに強い思い入れがあり、メガトロンの名を冠する破壊大帝の玩具は自身が出演していない作品に関してもすべて購入しており、ときにファンからプレゼントとして玩具が送られてきたこともあったという。2003年にゲーム『ドリームミックスTV ワールドファイターズ』においては久々にメガトロン / 初代破壊大帝メガトロンを演じ、インタビューでは「とても懐かしい」と答えている。
特撮作品では「ウルトラシリーズ」のメフィラス星人の声を担当し、『仮面ライダーBLACK RX』ではジャーク将軍を演じていた。『ウルトラマンメビウス』では40年ぶりにメフィラス星人の声を、『劇場版 仮面ライダーディケイド オールライダー対大ショッカー』では約20年ぶりにジャーク将軍の声を担当し、以降の作品でも両者の声を担当している。「スーパー戦隊シリーズ」では数々の悪役や悪の首領を演じた。
下戸で酒が飲めないが、番組の打ち上げなどの宴会などにはよく参加しており、同じく当時下戸だった肝付兼太とともに「会費で飲めないのは悔しいから」と言ってコーラばかり飲んでいたという。
星飛雄馬役の古谷徹によると『巨人の星』に出演していた時は、「超怖く、星一徹そのものであった」とのことで、あの声で「まだ始まらないのか……」と呟くこともあったことから、スタッフも震え上がっていたという。その一方、『巨人の星』の音響監督の山崎あきらは、先輩の声優の感情表現や演技についても追求していく人物で信頼関係がきちんと構築されていたことから、山崎は加藤にダメ出しをしていたという。古谷とは、バラエティ番組で掛け合いコントを演じたこともある。野球の経験については、役者仲間としていた程度であり、ポジションはキャッチャー。
『トランスフォーマー』で共演した、玄田哲章は「元気な人」と評し、2000年の時点でも声が衰えなかったことから、「あの人を見ると自信が湧きますよね。こんなに頑張ってるって」とコメントしている。速水奨によると「いつも姿勢が良く、着物と下駄姿で現場に現れることが多かった」とのことである。塩屋翼によると、「紙巻きたばこやパイプが似合う方」でよく喫煙していたという。また塩屋が番組の打ち入りの際に渋谷まで行ったとき、山手線から着物と下駄の加藤が降りてきて、どこの大親分という雰囲気だったという。打ち上げ旅行の時も、真っ黒いサングラスをかけており、「これ何の集団だろう」とささやかれていた。その一方何でも出てくるカバンを持っていて、塩屋が爪が伸びてるなと思うと、加藤が「爪切りあるよ」と出してもらうなど、面白い人だったという。阪脩によれば、加藤は寡黙でおり、無駄話をせずにドンと座っている感じだったという。熱海に行った際、加藤が予科練で先輩だったことがわかり、その辺りから肝胆相照らす感じになっていったという。
一龍斎貞友は語りの恩師として加藤を挙げ、「やっぱり自分が表現者としてどういう風にやっていくかっていうのをすごく突き詰めていらした方なので、一緒にできてよかったなって思っています。加藤さんからはいろんな根本的な土台を教えていただきました」と2024年のインタビューで語った。貞友によると厳しくて日常も役柄も変わらず恐い存在で苦いコーヒーが好きであったいう。そんな加藤が『忍たま乱太郎』で木野小次郎竹高役を演じたのが衝撃的だったといい、失礼を省みず「よくお受けになりましたね」と申したという。『忍たま』で共演し、距離感も縮まりとても嬉しかったという。入院中の病室で加藤が「役、降りた方がいいかなと思ってる」と言うと、貞友は「身体は動かすの大変と思いますが、声量も表現力も全く衰えを感じません。スタッフの皆さんもお手伝い、決して苦になさっていらっしゃいません。続けて下さい」と返した。それに対して「ああ、そうか」と答えていつになく可愛い笑顔だったといい、「いつも真摯に生きていらっしゃいました」と加藤の人柄を語っている。また、人によって態度が違っていたといい、高山みなみによれば冗談を言うと「ガッハハハ」と大声で笑ってくれたという。
既婚者で息子がいた。

## 後任
加藤の死後、持ち役を引き継いだ人物は以下の通り。
| 後任       | 役名                           | 作品                                      | 後任の初出演                                          | 備考     |
| ---------- | ------------------------------ | ----------------------------------------- | ----------------------------------------------------- | -------- |
| 津久井教生 | ジョナス・スターン             | 『グッド・ワイフ』                        | シーズン4                                             |          |
| 土師孝也   | ドクタケ城主（木野小次郎竹高） | 『忍たま乱太郎』                          | 第22期                                                |          |
| 石川英郎   | ジャーク将軍                   | 『仮面ライダーBLACK RX』                  | 『仮面ライダー大戦』                                  |          |
| 秋元羊介   | ブリブリ魔人                   | 『クレヨンしんちゃん ブリブリ王国の秘宝』 | 『クレヨンしんちゃん 嵐を呼ぶ カスカベ映画スターズ!』 |          |
| 岸野一彦   | おじいちゃん（野比のびる）     | 『ドラえもん（テレビ朝日版第2期）』       | 2015年10月30日放送分Bパート                           | [ 注 2 ] |
| 斎藤志郎   | 警部                           | 『セブン』テレビ朝日版                    | WOWOW追加録音版                                       | [ 注 3 ] |
| 柴田秀勝   | マーダル                       | 『機甲界ガリアン』                        | 『スーパーロボット大戦BX』                            | [ 注 4 ] |
| 山本兼平   | ハリー・シャノン               | 『ゴリラ』テレビ朝日版                    | WOWOW追加録音版                                       |          |
| 山本兼平   | アーサー                       | 『危険な情事』                            | WOWOW追加録音版                                       |          |

## 出演
太字はメインキャラクター。

### テレビアニメ
1965年
- ジャングル大帝（アニメ第1作）（トット）
- 新宝島（ビリー・ボーンズ〈山犬〉）
- 鉄腕アトム (アニメ第1作)

1967年
- 黄金バット（地底人シッタン）
- パーマン
- リボンの騎士（黒マントの男）

1968年
- 巨人の星（1968年 - 1979年、星一徹） - 3シリーズ
- 怪物くん（アニメ第1作）
- サスケ（柳生但馬守）
- 佐武と市捕物控（1968年 - 1969年、頭取、勘八 他）
- 妖怪人間ベム（マンストール博士）
- わんぱく探偵団（北條探偵、ブラックの鉄）

1969年
- 海底少年マリン（ムードラ、グロテス、カルロ三世、グラン）
- 巨人の星対鉄腕アトム（星一徹）

1971年
- アニメンタリー 決断
- さるとびエッちゃん
- タイガーマスク（ボス〈シルエット〉）
- 天才バカボン

1972年
- 海のトリトン（ポリペイモス）
- 正義を愛する者 月光仮面（タマンドア）

1973年
- アストロガンガー（コルヒドラ、ミリオンスター）
- けろっこデメタン（沢五郎）
- デビルマン（ウエザース）
- ど根性ガエル〈1973年 - 1974年、南の父 他〉
- 空手バカ一代（1973年 - 1974年）

1974年
- ゼロテスター 地球を守れ!（サブの父）
- 破裏拳ポリマー（町長 クラゲラー）

1975年
- タイムボカン（真田幸村、エンマ大王）
- 勇者ライディーン（1975年 - 1976年、天の声、豪雷）

1976年
- ゴワッパー5 ゴーダム（大将軍ドックカーン）
- 母をたずねて三千里（ファドバーニ、頭領）
- ピコリーノの冒険（赤エビ屋）
- ブロッカー軍団IVマシーンブラスター（由利博士）
- ポールのミラクル大作戦（雷電魔人）

1977年
- 家なき子（裁判長）
- 一発貫太くん（鬼武、秋吉大吉）
- 超電磁マシーン ボルテスV（1977年 - 1978年、浜口、ドイル）
- ヤッターマン（ヘンクツ王、ジルバー船長）
- ルパン三世 (TV第2シリーズ)（1977年 - 1980年）

1978年
- 科学忍者隊ガッチャマンII（ロッコじいさん、赤道の雪嵐）
- 女王陛下のプティアンジェ（ジョーンズ）
- ペリーヌ物語（ガストン）
- 無敵鋼人ダイターン3（ベンメル、アキラス）

1979年
- 科学忍者隊ガッチャマンF（総裁Z）
- 星の王子さま プチ・プランス（長）

1980年
- 鉄人28号（バードン 他）
- 鉄腕アトム (アニメ第2作)（スカンク草井）
- ベルサイユのばら

1981年
- 海底大戦争 愛の20000マイル（ダリウス皇帝）
- 怪物くん（アニメ第2作）（エレキドンのパパ、フランケン2号〈グレンケン〉、ビッグアイ 他）
- ダッシュ勝平（兵田コーチ）

1982年
- ゲームセンターあらし（ミイラ男）
- 少年宮本武蔵 わんぱく二刀流（平田無仁斎）
- スペースコブラ（1982年 - 1983年、ジゴバ、ドグ・サバラス 他）
- 魔境伝説アクロバンチ（デーロス）

1983年
- まんが日本史（斎藤道三）

1984年
- 機甲界ガリアン（1984年 - 1985年、マーダル）
- ドラえもん（テレビ朝日版第1期）（木の星大統領）
- 星銃士ビスマルク（ヒューザー）
- 北斗の拳（大将軍バルコム）
- ボスコアドベンチャー（オージャ）
- ルパン三世 PARTIII（1984年 - 1985年）

1987年
- トランスフォーマー ザ☆ヘッドマスターズ（ガルバトロン / メガトロン）
- Bugってハニー

1988年
- エスパー魔美（笹森多一郎）
- 美味しんぼ（1988年 - 1993年、小泉鏡一） - 1シリーズ + 特別編2作品
- シティーハンター（幹部）
- 闘将!!拉麵男（明村長）
- 燃える!お兄さん（火堂激）

1989年
- おぼっちゃまくん（ナレーション）
- たいむとらぶるトンデケマン!（始皇帝）

1990年
- 三つ目がとおる（院長）
- 魔神英雄伝ワタル2（剣豪）

1991年
- 機甲警察メタルジャック（醍醐司令）
- チエちゃん奮戦記 じゃりン子チエ（菊蔵）
- 21エモン（ゴリダルマ）
- 丸出だめ夫（高島博士）
- 笑ゥせぇるすまん（鬼田）

1992年
- お〜い!竜馬（吉田東洋）
- フランダースの犬 ぼくのパトラッシュ（ヨハン）

1993年
- ツヨシしっかりしなさい（足田一徹）

1994年
- 忍たま乱太郎（1994年 - 2014年、ドクタケ城主〈木野小次郎竹高・初代〉、シイタケ城主〈初代〉）

1996年
- 名探偵コナン（1996年 - 2013年、松本清長、市川孝太郎）

1997年
- 逮捕しちゃうぞ（教官C）
- 手塚治虫の旧約聖書物語（アブラハム）
- 忍ペンまん丸（白老）
- マッハGoGoGo（ダーマン）

1998年
- AWOL -Absent Without Leave-（統幕議長）
- 星方武侠アウトロースター（破斬公）
- TRIGUN（ボストーク伯爵）
- MASTERキートン（滝田孝三）
- LET'S ぬぷぬぷっ（ガンコ親父）

2000年
- 陽だまりの樹（井伊直弼）

2001年
- ヴァンドレッド the second stage（老人A）
- サラリーマン金太郎（三田善吉）
- 破邪巨星Gダンガイオー（火島弾正）

2002年
- 奇鋼仙女ロウラン（仙人）
- サイボーグ009 THE CYBORG SOLDIER（ガモ・ウイスキー）
- 真・女神転生Dチルドレン ライト&ダーク（ムウト）

2003年
- アストロボーイ・鉄腕アトム（ロンメル）
- キノの旅 -the Beautiful World-（王様）
- 高橋留美子劇場 人魚の森（坊さん）
- はじめの一歩 Champion Road（浜団吉）
- ポケットモンスター サイドストーリー（バイパー教官）
- 獣兵衛忍風帖 龍宝玉篇（闇泥）
- MOUSE（無音宙哉）

2004年
- うた∽かた（あの方）
- かいけつゾロリ（ポークス市長）
- ごくせん（富士）
- MEZZO -メゾ-（大藪）
- 妄想代理人（月子の父）

2005年
- エレメンタル ジェレイド（お頭〈キンバルト〉）
- BLACK CAT（ウィルザーク）
- ポケットモンスター アドバンスジェネレーション（ナミダバシ）

2006年
- 銀河鉄道物語 〜永遠への分岐点〜（ビッグワン）
- ぜんまいざむらい（茶じじ）
- 内閣権力犯罪強制取締官 財前丈太郎（曽根屋康造）
- バーテンダー（相馬幸司）
- 妖怪人間ベム（デュラハン）

2007年
- シグルイ（岩本虎眼）
- スカルマン（ガモ博士）
- 蒼天の拳（章大厳）

2008年
- 紅（祖父）
- ゴルゴ13（ジェローム・ナイト署長）
- スケアクロウマン（コリンズ伯爵）
- スレイヤーズREVOLUTION（議員A）
- ポルフィの長い旅（監督）

2009年
- ご姉弟物語（満武権造）
- 鋼の錬金術師 FULLMETAL ALCHEMIST（コーネロ）
- 遊☆戯☆王5D's（屑山鉄蔵）

2010年
- 書家（版元）
- ドラえもん（テレビ朝日版第2期）（おじいちゃん〈野比のびる〉〈2代目〉）
- パンティ&ストッキングwithガーターベルト（メストロン）

2011年
- Dororonえん魔くん メ〜ラめら（出た妖）
- 夏目友人帳 参（塞神）
- ブレイド（議長）

2022年
- 名探偵コナン 本庁の刑事恋物語〜結婚前夜〜（松本清長） ※ライブラリ出演

### 劇場アニメ
1969年
- 巨人の星（星一徹）
- 巨人の星 行け行け飛雄馬（星一徹）

1970年
- 巨人の星 大リーグボール（星一徹）
- 巨人の星 宿命の対決（星一徹）

1978年
- チリンの鈴（ウォー）

1979年
- 海のトリトン 劇場版（ポリペイモス）

1980年
- あしたのジョー
- ドラえもん のび太の恐竜（黒い男）

1981年
- 怪物くん 怪物ランドへの招待（戦怪族首領）

1982年
- 巨人の星（星一徹）
- 伝説巨神イデオン 発動篇（ギンドロ、ズオウ・ハビエル・ガンテ）

1984年
- SF新世紀レンズマン（ヘルマス）

1987年
- ルパン三世 風魔一族の陰謀（銭形警部）

1988年
- ドラえもん のび太のパラレル西遊記（銀角）

1989年
- 宇宙皇子（地上編）（法鬼導士）

1991年
- ドラえもん のび太のドラビアンナイト（アブジル）

1992年
- アップフェルラント物語（ノルベルト陸軍大臣）
- トトイ（ナンニ・スパヌ）

1994年
- クレヨンしんちゃん ブリブリ王国の秘宝（ブリブリ魔人）

1995年
- クレヨンしんちゃん 雲黒斎の野望（雲黒斎）

1996年
- 映画 忍たま乱太郎（木野小次郎竹高）

1997年
- スレイヤーズぐれえと（ガリア）
- 幕末のスパシーボ（プチャーチン提督）

2003年
- 東京ゴッドファーザーズ（母さん）

2007年
- 劇場版 NARUTO -ナルト- 疾風伝（魍魎）

2009年
- 名探偵コナン 漆黒の追跡者（松本警視）

### ゲーム
1989年
- 天外魔境 ZIRIA（雲切、邪神斎 / ルシフェラー）

1995年
- 天外魔境 真伝（邪心斎 / ルシフェラー）
- BSゼルダの伝説（ガノン）

1998年
- AZITO2（髭島源三郎）
- 98甲子園（解説者）
- サクラ大戦2 〜君、死にたもうことなかれ〜（海軍大将）
- 新世代ロボット戦記ブレイブサーガ（マーダル）

2000年
- 裏技麻雀〜これって天和ってやつかい〜（ほかげのテン蔵）
- サンライズ英雄譚R（マーダル）

2002年
- スーパーロボット大戦IMPACT（轟雷巨烈、コマンダー・ベンメル）

2003年
- ゲゲゲの鬼太郎 異聞妖怪奇譚（大妖怪ギーガ）
- SUNRISE WORLD WAR Fromサンライズ英雄譚（マーダル）
- 第2次スーパーロボット大戦α（コマンダー・ベンメル）
- ドリームミックスTV ワールドファイターズ（メガトロン）
- みんなのGOLF4（ガンテツ）

2006年
- 幻想水滸伝V（ガレオン、ゲンオウ）
- 天外魔境 ZIRIA〜遥かなるジパング〜（邪神斎）

2007年
- スーパーロボット大戦Scramble Commander the 2nd（轟雷巨烈）

2008年
- クレヨンしんちゃん 嵐を呼ぶ シネマランド カチンコガチンコ大活劇!
- 大怪獣バトルウルトラコロシアム（悪質宇宙人メフィラス星人）

2010年
- 鋼の錬金術師 FULLMETAL ALCHEMIST 約束の日へ（コーネロ）

2011年
- 超・ちゃぶ台返し! 巨人の星 ド根性編（星一徹）
- リトルビッグプラネット2（ハーバート・ヒギンボッサム博士） - 日本語版

2014年
- スーパーヒーロージェネレーション（メフィラス星人 / アーマードメフィラス〈G〉） - ライブラリ出演

2019年
- スーパーロボット大戦DD（コマンダー・ベンメル） - ライブラリ出演

### 吹き替え

#### 俳優
ウォルター・ゴテル
- 007シリーズ（ゴゴール将軍）
  - 007 私を愛したスパイ ※TBS新録版
  - 007 美しき獲物たち ※TBS版

- 超音速攻撃ヘリ エアーウルフ シーズン1 #7（ヘルムート・クルーガー大佐）
- 特攻野郎Aチーム シーズン4 #2（ラモン・ディヘロ少佐）
- ナバロンの要塞（ミューゼル）※TBS版
- ブラジルから来た少年（ムント）

ジョン・エイモス
- ジェシカおばさんの事件簿（ドク・ペンローズ）
- 星の王子 ニューヨークへ行く（クレオ・マクドウォール）※ソフト版
- ロックアップ（マイズナー）※ソフト版

パトリック・スチュワート
- 陰謀のセオリー（ジョナス博士）※ソフト版
- エクスカリバー（レオデグランス王）
- デューン/砂の惑星（ガーニイ・ハレック）※日本テレビ版

R・G・アームストロング
- テキサスSWAT（T・タイラー）
- ハメット（オハラ）
- プレデター（フィリップス少将）※テレビ朝日版

#### 映画
- アウトロー（テリル大尉〈ビル・マッキーニー〉）※テレビ朝日版
- 暁の用心棒（カルヴォ）※テレビ朝日版
- アラベスク（ユセフ・カシム〈キーロン・ムーア〉）
- 怒りの荒野（マーレイ〈アンドレア・ボシック〉）※テレビ朝日版
- 怒りの街 ニューヨーク（コワルスキー〈ダーレン・マクギャヴィン〉）※テレビ版
- イノセントマン/仕組まれた罠（ヴァージル・ケイン〈F・マーリー・エイブラハム〉）
- インフェルノ（カザニアン〈サッシャ・ピエトフ〉）※テレビ東京版
- OK牧場の決斗（シャンハイ・ピアース〈テッド・デ・コルシア〉）※テレビ東京版
- オーバー・ザ・トップ（カール・アダムス、デイヴィス大佐）※フジテレビ版
- 大いなる決闘（リー・ロイ）
- 狼の挽歌（キレイン〈ミシェル・コンスタンタン〉）※TBS版
- オスカーとルシンダ（ヒュー牧師〈キアラン・ハインズ〉）
- カサブランカ（シュトラッサー少佐〈コンラート・ファイト〉）※テレビ東京版
- カナディアン・エクスプレス（レオ・ワッツ〈ハリス・ユーリン〉）※ソフト版
- 完全犯罪（ハミルトン・フィスク〈ダン・オハーリー〉）
- 気球船探険（タウンゼント領事、シーク・アガバー〈ヘンリー・ダニエル〉）
- 危険な情事（アーサー〈フレッド・グウィン〉）
- キス・オブ・ザ・ドラゴン（タイ〈バート・クウォーク〉）※テレビ東京版
- グッドマン・イン・アフリカ（サム・アデクンリ教授〈ルイス・ゴセット・ジュニア〉）
- グレムリン（保安官〈スコット・ブレイディ〉）※フジテレビ版
- 軍用列車（ネイサン〈ベン・ジョンソン〉）※ソフト版
- ケープ・フィアー（エルガート警部〈ロバート・ミッチャム〉）※ソフト版
- GO!GO!ガジェット（クインビー署長〈ダブニー・コールマン〉）
- 荒野の墓標（ペドロ・カンポス〈イグネル・アルベルト〉）
- 荒野の用心棒（ミゲル・ロホ）※テレビ朝日版
- ゴッドファーザー（ジャック・ウォルツ）※日本テレビ版
- ゴリラ（シャノン長官〈ダーレン・マクギャヴィン〉）※テレビ朝日版
- ザ・カー（チャス）※テレビ朝日版
- さすらいの航海（カール・ローゼン〈サム・ワナメイカー〉、ナレーション）
- ザ・パッセージ/ピレネー突破口（ロマ族の長〈クリストファー・リー〉）
- ザ・ビジター（ジャージー・コルソウィッツ〈ジョン・ヒューストン〉）
- ザ・プレイヤー（ジョー・レヴィソン〈ブライオン・ジェームズ〉）※テレビ朝日版
- サムソンとデリラ
- ザ・ロック（リー・ストーク補佐官）
- サンゲリア（デービッド・メナード医師〈リチャード・ジョンソン〉）
- 34丁目の奇跡（ヴィクター・ランバーグ〈ジョス・アクランド〉）
- サンダーブラスト 地上最強の戦車（マイルズ・ブラックバーン〈R・G・アームストロング〉）※テレビ朝日版
- JFK（キンバリー）※テレビ朝日版
- 地獄からの生還/プラトーン・リーダー（フリン少佐）
- シザーハンズ（発明家〈ヴィンセント・プライス〉）※テレビ朝日版
- 史上最大の作戦（マックス＝ヨーゼフ・ペムゼル少将〈ヴォルフガング・プライス〉）※テレビ東京版
- シシリアン（ボーディ警部、マリク）
- 十戒（セティ1世〈セドリック・ハードウィック〉）※フジテレビ版
- シャーキーズ・マシーン（ノッシュ〈リチャード・リバティーニ〉）
- 笑撃生放送! ラジオ殺人事件（歌手〈ビリー・バーティ〉）
- 新・ぼくはむく犬（ジョン・スレイド〈キーナン・ウィン〉）※ビデオ版
- 新・夕陽のガンマン/復讐の旅（バート・カヴァナー〈アンソニー・ドーソン〉）
- スカーフェイス（ヘクトル）※テレビ朝日版
- スター・ウォーズ エピソード5/帝国の逆襲（皇帝）※テレビ朝日版
- スター・ファイター（クリル）
- セブン（警部〈R・リー・アーメイ〉）※テレビ朝日版・テレビ東京版
- 1984（チャリントン〈シリル・キューザック〉）
- 戦場のピアニスト（Dr.エーリック〈ジョン・ベネット〉）
- 底抜けいいカモ（ハリー・シルヴァー〈キーナン・ウィン〉）
- 訴訟（パヴェル〈ヤン・ルーベス〉）
- 大侵略（ブロア准将〈ハリー・アンドリュース〉）
- 007 ユア・アイズ・オンリー（車椅子の男）※TBS版
- 007/リビング・デイライツ（レオニード・プーシキン将軍〈ジョン・リス＝デイヴィス〉）※ANA機内上映版[66]
- タンゴ（ベルホップ〈ジャン・ロシュフォール〉）
- デイモン・ウェイアンズはメジャー・ペイン（デッカー将軍）
- デリンジャー（メルヴィン・パーヴィス〈ベン・ジョンソン〉）※テレビ東京版
- 遠い国（ケッチャム〈ハリー・モーガン〉）※フジテレビ版
- ドクター・モローの島（モンゴメリー〈ナイジェル・ダヴェンポート〉）※日本テレビ新録版
- 飛べないアヒル（ハンス〈ジョス・アクランド〉）
  - D3 マイティ・ダックス 飛べないアヒル3（ハンス〈ジョス・アクランド〉）
- ドラゴン・カンフー/龍虎八拳（頭）
- ネバーセイ・ネバーアゲイン（M〈エドワード・フォックス〉）※機内上映版
- バイオニック・ジェミー 蘇った地上最強の美女（ライル・ステニング〈マーティン・ランドー〉）
- バック・トゥ・ザ・フューチャー PART3（ストリックランド保安官〈ジェームズ・トールカン〉）※テレビ朝日版
- バックマン家の人々（フランク〈ジェイソン・ロバーズ〉）※テレビ東京版
- パピヨン（バロット）※フジテレビ版
- バラキ（ガエタノ・レイナ）※テレビ朝日版
- パワープレイ（ジーン・ルソー博士〈バリー・モース〉）
- PTU（ハゲ〈ロー・ホイパン〉）
- ファイヤーフォックス（ウラディミロフ）※テレビ朝日版
- ファミリー（チュンソク〈チュ・ヒョン〉）
- フィラデルフィア・エクスペリメント（マグネッセン〈マイケル・カリー〉）※テレビ朝日版
- フェイス/オフ（ヴィクター・ラザロ〈ハーブ・プリズネル〉）※ソフト版
- PLANET OF THE APES/猿の惑星（ネード〈グレン・シャディックス〉）※日本テレビ版
- フリック・ストーリー（ポロ）
- ブルージーン・コップ（ホーキンズ〈ロバート・ギローム〉）※ビデオ版
- フル・モンティ（アル〈デイヴ・ヒル〉）
- プレシディオの男たち（ポール・ローレンス大佐）※ソフト版
- ブロードウェイと銃弾（シド・ルーミス〈ハーヴェイ・ファイアスタイン〉）
- ベイビー・トーク（おじいちゃん〈エイブ・ヴィゴダ〉）※ソフト版
- ペイルライダー（ストックバーン〈ジョン・ラッセル〉）
- ペット・セメタリー（ジャド・クランドール〈フレッド・グウィン〉）
- ホーム・アローン（マーリー〈ロバーツ・ブロッサム〉）※ソフト版
- ホット・ショット（ウィルソン〈エフレム・ジンバリスト・ジュニア〉）※ソフト版
- ポリスアカデミーシリーズ（サデウス・ハリス〈G・W・ベイリー〉）
  - ポリスアカデミー4 市民パトロール
  - ポリスアカデミー5 マイアミ特別勤務 ※TBS版
  - ポリスアカデミー6 バトルロイヤル ※TBS版
  - ポリスアカデミー7 モスクワ大作戦! ※テレビ東京版
- ボルサリーノ（マレーノ）※テレビ朝日版
- マーヴェリック（クープ保安官〈ジェームズ・ガーナー〉）※ソフト版
- ミセス・ダウト（裁判長〈スコット・ビーチ〉）※ソフト版
- 密殺集団（ローズ刑事〈ヤフェット・コットー〉）
- メン・イン・ブラック（D〈リチャード・ハミルトン〉）※日本テレビ版
- 燃える戦場（トンプソン中佐〈ハリー・アンドリュース〉）
- ヤァヤァ・シスターズの聖なる秘密（シェプ〈ジェームズ・ガーナー〉）
- 勇気ある追跡（トム・チェイニー〈ジェフ・コーリー〉）※テレビ朝日版
- 夜の訪問者（ベルモン〈ミシェル・コンスタンタン〉）※日本テレビ版
- ラスト・アクション・ヒーロー（死神〈イアン・マッケラン〉）※フジテレビ版
- ラストサマー2（エステス〈ビル・コッブス〉）※テレビ朝日版
- ランニング・フリー アフリカの風になる（ボス〈ヤン・デクレール〉）
- ワイルドカントリー（トンプソン〈ジャック・イーラム〉）
- 若き勇者たち（ストレルニコフ将軍）

#### ドラマ
- アウター・リミッツ（スミス・ヒンデマン、ザンティ星人、バーナード・ストーン）
- アボンリーへの道（エイブ〈ドン・フランクス〉）[注 5]
- アメリカン・ヒーロー（ゼドロッカー〈ジェレミー・ケンプ〉）
- Xファイル シーズン1 第19話「変形」（インディアン / イッシュ）※ソフト版
- 恐竜家族
- グッド・ワイフ（ジョナス・スターン〈ケヴィン・コンウェイ〉〈2代目〉）
- 刑事スタスキー&ハッチ シーズン1 #4（モンク〈ジェフリー・ルイス〉）
- コンバット! #14（ヴィンス・ダバト〈ジョセフ・カンパネラ〉）
- ザ・パシフィック（ジェームズ）
- 三国志演義（黄承彦）
- ジェシカおばさんの事件簿 #3（デイヴィス警部）、#10（アル・ドレイク〈マーティン・ランドー〉）、#40（ホイットマン）、#52（ジョージ）
- シャーロック・ホームズの冒険 プライオリ・スクール（ルーベン・ヘイズ）
- 新スタートレック（トモロク〈アンドレアス・カツーラス〉）
- 新スパイ大作戦 ホログラム-幻影-（アッシャー）
- スーパーナチュラル シーズン6 #18（モーティマー判事〈スコット・ハイランズ〉）
- スタートレック:ディープ・スペース・ナイン（オドー〈ルネ・オーベルジョノワ〉）
- スティーヴン・キングのゴールデン・イヤーズ（将軍〈エド・ローター〉）
- スパイ大作戦
  - 売国奴を粛清せよ（看守長）
  - 刑務所突破作戦（前・後編）（大佐）
  - セシューム138（警備員）
  - 二重替え玉作戦（保安長官、レセプションの客、テープの声）
  - 殺人者の罠（刑務所々長）
  - 鉄条網とリンチ（スペリーゼ）
  - 一千万ドルの拷問（ボルト、警備員）
  - シンジケートから来た男（キャメロン）
  - 空中大爆発（ルチェック）
- 0011ナポレオン・ソロ #18 #27（警官）、#60（エドガー〈テッド・キャシディ〉）、#63、#69、#70（グレアム）、#72（シークレット3の一人）、第76話（ブラームス）
- ターザンの大冒険（レベガ）※NHK-BS2版
- 地上最強の美女たち!チャーリーズ・エンジェル シーズン1 #10（エルネスト・デュラン）
- 地上最強の美女バイオニック・ジェミー
- 電撃スパイ作戦 #8（ゼリーリ少佐〈デレク・シドニー〉）、#16（フィルマー〈デイヴィッド・ロッジ〉）、#23（エミール〈バーナード・ケイ〉）、#30（ウォルター・ペールハム〈ガイ・ロルフ〉）
- 逃亡者（ジェラード警部〈バリー・モース〉）
- 特捜刑事マイアミ・バイス シーズン1 #1 - #4（ルー・ロドリゲス主任〈グレゴリー・シエラ〉）
- ドクター・フー（ダブロス）
- 特攻ギャリソン・ゴリラ #5（フォン・イェーガー将軍〈フランク・マース〉）
- 特攻野郎Aチーム
  - シーズン3 #3（ブリッグス大佐〈チャールズ・ネイピア〉）、#20（アイク・ヘーゲン〈ミッチェル・ライアン〉）
  - シーズン4 #6（パパ・コテロ）、#18（モーガン）
  - シーズン5 #12（サーノフ）
- 謎の円盤UFO（コンピューター衛星SID〈メル・オクスリー〉）
  - 湖底にひそむUFO（ストーン）
  - シャドーはこうして生まれた!（アメリカ代表）
- バーナビー警部
- 爆撃命令「命ある限り」（ケン・チャンドラー准将〈ジョー・マロス〉）
- ふたりは最高! ダーマ&グレッグ（ジョージ・リトルフォックス〈フロイド・ウェスターマン〉）
- ミステリーゾーン3
  - #4「遠い道」（連合中尉〈デイビッド・ガルシア〉）
  - #7「墓」（ステインハート〈リー・ヴァン・クリーフ〉[67]）
- 名探偵モンク Season3 #5（サルヴァトーレ・ルカレッリ〈フィリップ・ベイカー・ホール〉）
- ヤング・スーパーマン シーズン1 #6「不吉な予言」（ハリー〈ジョージ・マードック〉）
- ヤングライダーズ シーズン1 #9（ギャラガー）、#22（エラスタス・ホーキンス〈ノーブル・ウィリンガム〉）
- 愉快なシーバー家 シーズン1 #4（シモンズ先生）

#### アニメ
- アーサー王（黒い騎士[68]）
- アラジンの大冒険（守護者）
- X-MEN（テレビ東京版）（皇帝ディケン）
- ガジェット警部（デンタラス博士）
- 恐竜大行進
- ジャングル・ブック（シア・カーン[69]）※ブエナ・ビスタ版
  - ジャングル・ブック2（シア・カーン[70]）
- 西遊記 孫悟空対白骨婦人（沙悟浄）
- 少年勇者ギルドン[71]
- スパイダーマン（インフィナータ）※初代吹き替え版
- チップとデールの大作戦（クロデーン、ヤドカリ村長）※新吹き替え版
- ガミー・ベアの冒険（イグソーン大公〈第22話まで[72]〉）
- テイルスピン（カーン社長）
- アイドル忍者タートルズ（ブッチャー）
- ディック・トレイシー（ブロウ）
- まんが宇宙船（ドルーピー、にわとりのお父さん 他）
- ドラドラ子猫とチャカチャカ娘（シーノウ）
- トランスフォーマーシリーズ
  - 戦え!超ロボット生命体トランスフォーマー（メガトロン、デバスター）
  - トランスフォーマー ザ・ムービー（メガトロン / ガルバトロン）
  - 戦え!超ロボット生命体トランスフォーマー2010（ガルバトロン / メガトロン[73]、デバスター[73]）
  - トランスフォーマー ザ・リバース（ガルバトロン[74]）
- ハウス・オブ・マウス（シア・カーン）
- ビーバー・パパのお話（カラス）
- リトル・マーメイド
- ロッコーのモダンライフ（エド・ビッグヘッド）※初代
- わんぱくダック夢冒険（老人、ローラーボールの関係者）

#### 人形劇
- 海底大戦争 スティングレイ（ウラナリ大王）
- 海底大戦争 スティングレイ ウラナリ大王の挑戦（クローマー）
- キャプテン・スカーレット（ブラック大尉（ドナルド・グレイ〉）
- サンダーバード（カルプ）
- ジョー90 細菌爆弾X-41（医者）
- スーパーカー ホーメンの宝物（フェン）
- ロンドン指令X にせ神父スパイ（サイモン）

### 特撮
1967年
- ウルトラマン - 悪質宇宙人メフィラス星人の声
- 快獣ブースカ - チャメ星人の声、第42話の遊覧船の船長の声
- 光速エスパー - ギロン星人の声

1968年
- キャプテン・スカーレット - ブラック大尉の声

1970年
- 謎の円盤UFO - コンピューター衛星S.I.Dの声

1971年
- スペクトルマン - 宇宙猿人ゴリの声（2代目）、パル遊星人の声

1979年
- バトルフィーバーJ

1985年
- 地球防衛軍テラホークス - スラムの声
- 電撃戦隊チェンジマン - 星王バズーの声
  - 劇場版 電撃戦隊チェンジマン - 星王バズーの声
  - 電撃戦隊チェンジマン シャトルベース! 危機一髪! - 星王バズーの声

1987年
- 光戦隊マスクマン - 地帝王ゼーバの声
  - 劇場版 光戦隊マスクマン - 地帝王ゼーバの声

- ゲゲゲの鬼太郎「妖怪奇伝魔笛エロイムエッサイム」 - ナレーション、夜道怪の声

1988年
- 仮面ライダーBLACK RX - ジャーク将軍の声（初代〈第44話まで〉）

1989年
- 仮面ライダー世界に駆ける - ジャーク将軍の声

1990年
- 地球戦隊ファイブマン - バルガイヤーの声

1991年
- 特救指令ソルブレイン - ソルドーザーの声

1992年
- 恐竜戦隊ジュウレンジャー - 大サタンの声

1993年
- 有言実行三姉妹シュシュトリアン - 閻魔大王

1995年
- 重甲ビーファイター - 傭兵戦士ゴルゴダルの声

1996年
- 激走戦隊カーレンジャー - QQキュータンの声

1997年
- ビーファイターカブト - 闇の悪魔獣ザダンの声

1998年
- 電磁戦隊メガレンジャーVSカーレンジャー - ヘルメドーの声

1999年
- 星獣戦隊ギンガマンVSメガレンジャー - グレゴリの声

2000年
- 鉄甲機ミカヅキ - ワンダースティックの声

2003年
- 劇場版 仮面ライダー555 パラダイス・ロスト - 顔B ※特別出演
- 忍風戦隊ハリケンジャー - 邪悪なる意志の声

2004年
- 特捜戦隊デカレンジャー - テラン星人チョウ・サンの声

2007年
- ウルトラマンメビウス - メフィラス星人の声

2008年
- ウルトラギャラクシー大怪獣バトル NEVER ENDING ODYSSEY - 悪質宇宙人メフィラス星人（RB） / アーマードメフィラスの声

2009年
- ウルトラマンメビウス外伝 ゴーストリバース - 暗黒四天王知将・アーマードメフィラス（G）の声
- 劇場版 仮面ライダーディケイド オールライダー対大ショッカー - ジャーク将軍の声

2010年
- 大魔神カノン - ゴンベエの声

2011年
- オーズ・電王・オールライダー レッツゴー仮面ライダー - ジャーク将軍の声

### CD
- 機甲警察メタルジャック HARD PLAY（醍醐正尚）
- 機甲警察メタルジャック PARTY JACK
- CDシアター ドラゴンクエストシリーズ（竜王、竜王の血族）
- 人間倶楽部（李承潤）
- モスラ'61（天野貞勝）

### テレビドラマ
- マンモスタワー（1958年、KRT） - 映画会社の小道具係
- 月光仮面（1958年、KRT） - 北村巡査（第1部 - 第4部）、どくろ仮面の配下（第5部）・クレジットは「加藤清一」
- 快傑ハリマオ（1960年、NTV） - トウチミン、刑事マール
- 隠密剣士（TBS）
  - 第2部 忍法甲賀衆　第2話「忍法隠蓑」（1963年） - 島田屋清兵衛
  - 第4部 忍法闇法師  第1話「死霧の忍者」（1963年） - いざないの夢助
  - 第8部 忍法まぼろし衆 第4話「破幻坊参上」（1964年） - 白龍民部の声[要出典] ※ノンクレジット
- 大河ドラマ（NHK総合）
  - 風と雲と虹と（1976年）
  - 黄金の日日（1978年） - 細川藤孝
  - 草燃える（1979年） - 五郎兵衛
  - 徳川家康（1983年） - 渡辺守綱
- 少年ドラマシリーズ（NHK総合）
  - 未来からの挑戦（1977年） - 戦時中の医師
  - だから青春 泣き虫甲子園（1983年） - 陽明高校野球部監督
- 新五捕物帳 第29話（1978年、NTV） - 丸正
- Gメン'75 第227話「Gメン対香港の人喰い虎」・第228話「Gメン対香港の人喰い虎PART2」（1979年、TBS/東映） - 香港マフィアのボス（演 - 韓英傑）の声[要出典] ※ノンクレジット
- 帝銀事件 大量殺人・獄中32年の死刑囚（1980年）
- 風神の門（1980年） - 甲賀忍者
- 事件記者チャボ! 第1話「チャボが大騒ぎでやってきた」（1983年、NTV / ユニオン映画） - 男二
- 御宿かわせみ 第2シリーズ（1983年）
- 十津川警部シリーズ「寝台特急『紀伊』殺人行」（1984年、TBS/大映テレビ）
- 月曜ドラマスペシャル「名探偵・金田一耕助シリーズ25」（1997年） - ナレーション
- 虹色定期便（NHK教育）
  - （1998年版） - 佐藤幸吉
  - （1999年版） - 植島竹造
  - （2002年版） - 凧職人

### 映画
- 乱（1985年） - 畠山小彌太の声[要出典] ※ノークレジット
- マルサの女（1987年） - 宝くじの男の声 ※ノークレジット[77]
- どろろ（2007年）
- 猫ラーメン大将（2008年） - 将軍の声

### 舞台
- ウルトラマンプレミアステージ - メフィラス星人の声
- トランスフォーマーキャラクターショー - メガトロンの声

### CM
- 三菱・ミニカ70 自動車CM（ナレーション）（1970年）
- 超電磁マシーン ボルテスV 玩具CM（ナレーション）
- 旭化成（ナレーション）
- SD戦国伝2 天下統一編（1991年）
- キリン「POSTWATER」（1991年頃）（ナレーション）
- 三国志列伝・乱世の英雄たち（ナレーション）
- 日本石油イーナカード（星一徹の声）
- キリンレモン飛雄馬編2008（星一徹の声）
- 湖池屋「ジャガッツ」（刑事役、探偵役）※俳優として
- タウンページ（星一徹の声）
- 戦え!超ロボット生命体トランスフォーマー2010「デストロンの逆襲」編（ガルバトロンの声）
- 任天堂 カービィボウル（ガリレオ・ガリレイらしき人物）
- サンソフト かんしゃく玉なげカン太郎の東海道五十三次
- THE GG忍（ナレーション）
- 三国志列伝 乱世の英雄たち
- ストリートファイターZERO（ナレーション）
- エニックス 天地創造 (ゲーム)（ナレーション）
- テクノスジャパン 熱血格闘伝説（ナレーション）
- 任天堂 ポケットモンスター 赤・緑（ナレーション）
- モバゲータウン海賊トレジャー
- au（星一徹の声〈初代〉）
- でん六「味のこだわり」（ナレーション）
- バンダイ「ザ・ベースボール　ヒーロースタジアム」（父親役、巨人の星のパロディCM）※俳優として

### テレビ番組
- おはよう!こどもショー（ガマ親分の声及びスーツアクター[2]）
- ぼくらの社会科ノート（おじさん）
- サル王（サルヂエ）（ナレーション）
- タカトシ×くりぃむのペケ×ポン（「順番家の食卓」に登場する「父親」の声役）
- トリビアの泉 〜素晴らしきムダ知識〜「『巨人の星』の星一徹は昔雑誌の中で人生相談のコーナーを持っていた」（星一徹の声）
- ビートたけしのTVタックル（ナレーション、星一徹の声）
- 知るを楽しむ・私のこだわり人物伝「市川雷蔵・華麗なる翳り」（勝新太郎の証言の朗読）
- だべり喫茶（ファミリー劇場）
- あなたのワイドショー（日本テレビ・司会）
- 君は楽園を見たか!〜2000年大自然メッセージ〜（声の出演、テレビ朝日、2000年）
- ベルイマンの監督術（イングマール・ベルイマンの声、NHK BS、2007年）

### 人形劇
- ヤンマーファミリーアワー 飛べ!孫悟空
- こどもにんぎょう劇場「みどりのゆび」

### その他コンテンツ
- E.T. アドベンチャー（オービドン）
- おしゃべりフォーマー 「ガルバトロン」（音声ギミック）
  - トランスフォーマー 復刻版 「ガルバトロン」「シティコマンダーガルバトロンII」（音声ギミック）
- 東京国立博物館「対決 巨匠たちの日本美術」音声ガイド（大観）
- トランスフォーマーテレフォン（メガトロン / ガルバトロン、デバスター）
- トランスフォーマー ザ☆ヘッドマスターズパイロット版（ガルバトロン）